# Борзой
Борзой (рос. Борзой) — село у Шатойському районі Чечні Російської Федерації.
Населення становить 4321 особу. Входить до складу муніципального утворення Борзойське сільське поселення.

## Історія
Згідно із законом від 20 лютого 2009 року органом місцевого самоврядування є Борзойське сільське поселення.

## Населення
| 1990 | 2002  | 2010  | 2012  |
| ---- | ----- | ----- | ----- |
| 733  | ↗4209 | ↘4063 | ↗4321 |